# نيكساس (مصارعة حرة)

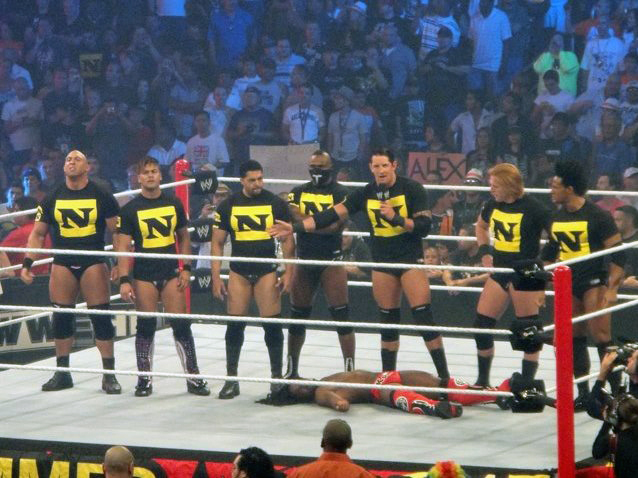
فريق نيكسيس

نيكساس (بالإنكليزية: Nexus) هو فريق شركة دبليو دبليو إي للمصارعة الحرة قائدهم وايد باريت البريطاني وجاستين غابرييل وهيث سلايتر وديفد أوتونغا وبراي وايت ودارين يونغ.

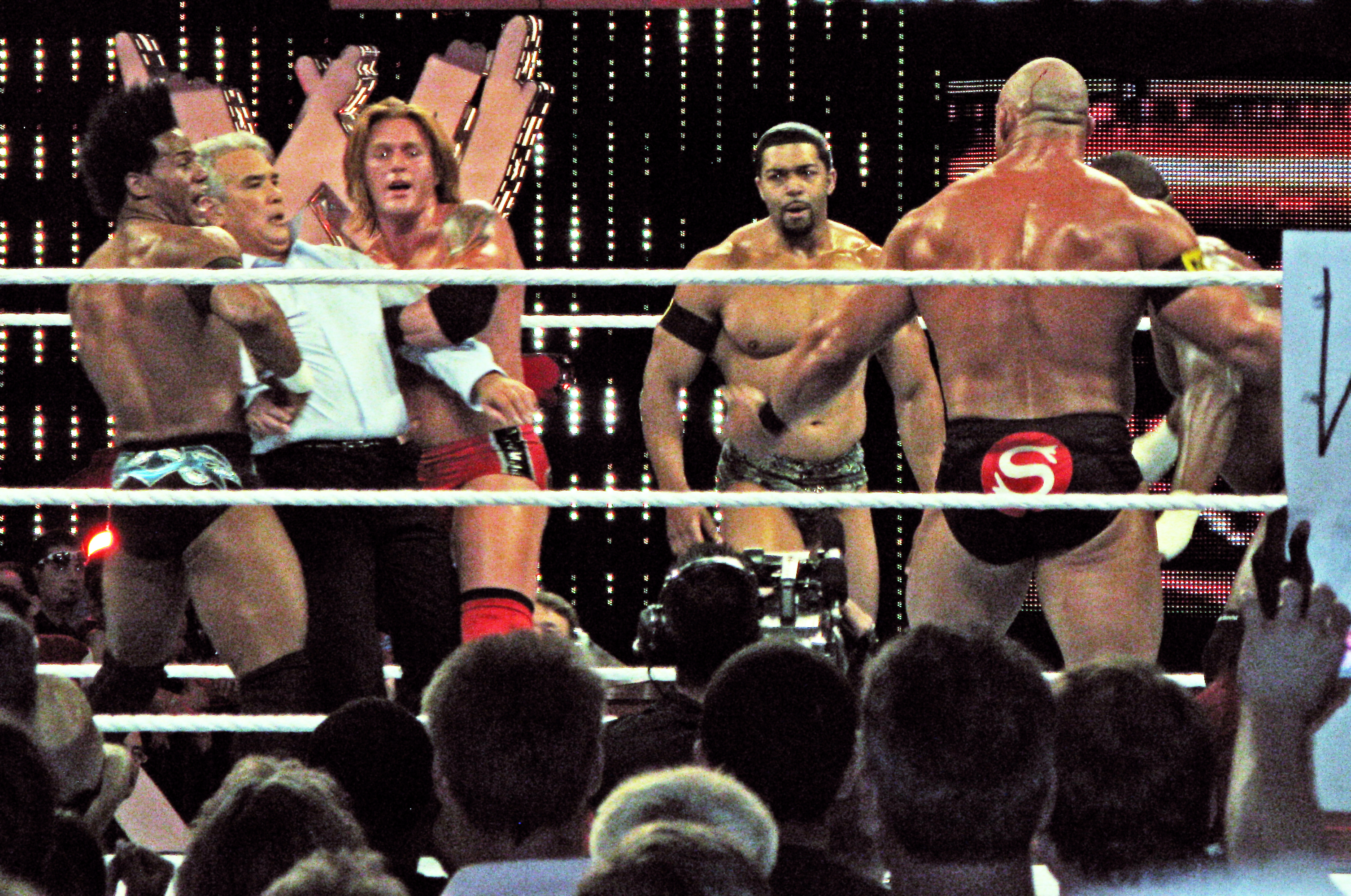
فريق النكسيس يهاجومن ريكي ستمبوت

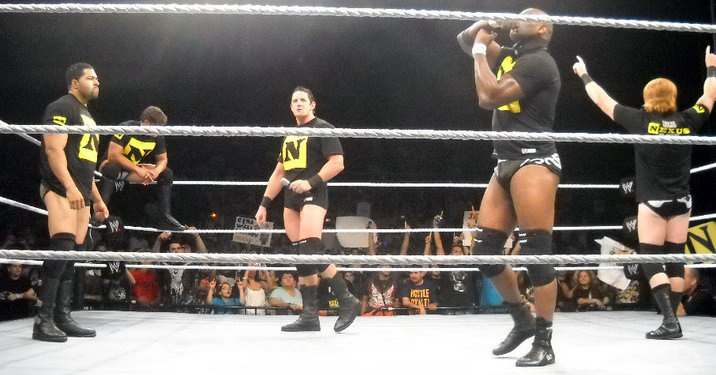
نكسيس بعد طرد دارين يونغ وذهاب سكيب شيفيلد.

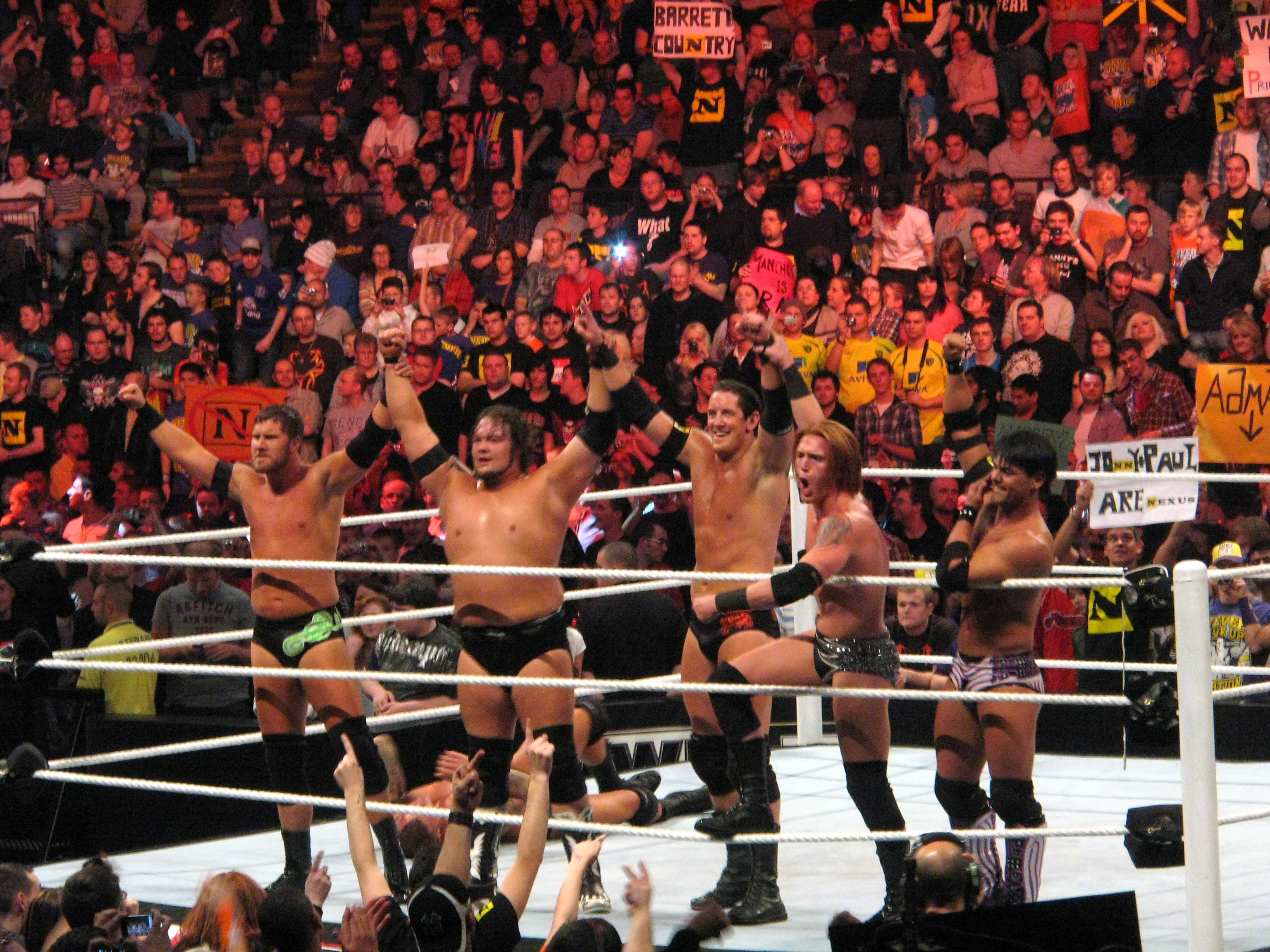
نكسيس بعد أنضمام هاسكي هاريس ومغليكاتي.

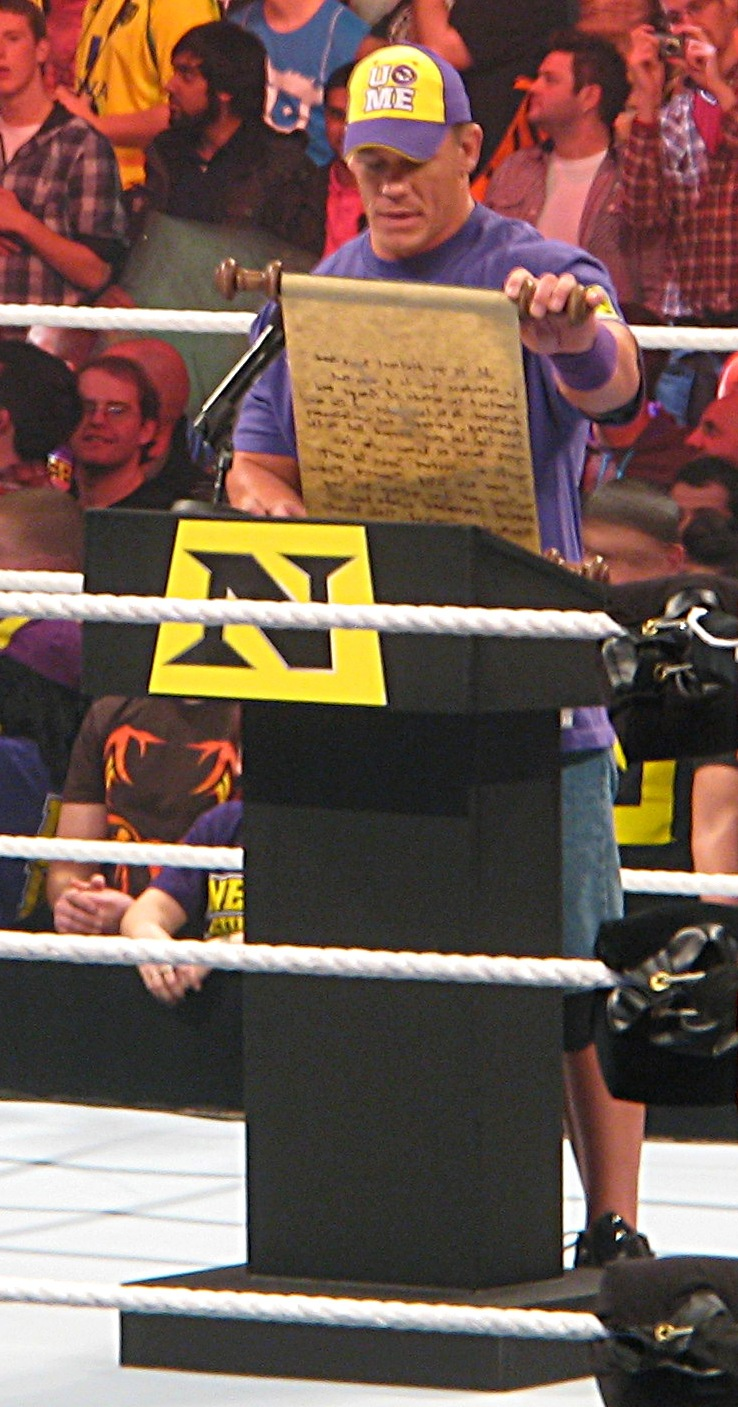
جون سينا يقرأ قواعد فريق النكسيس.

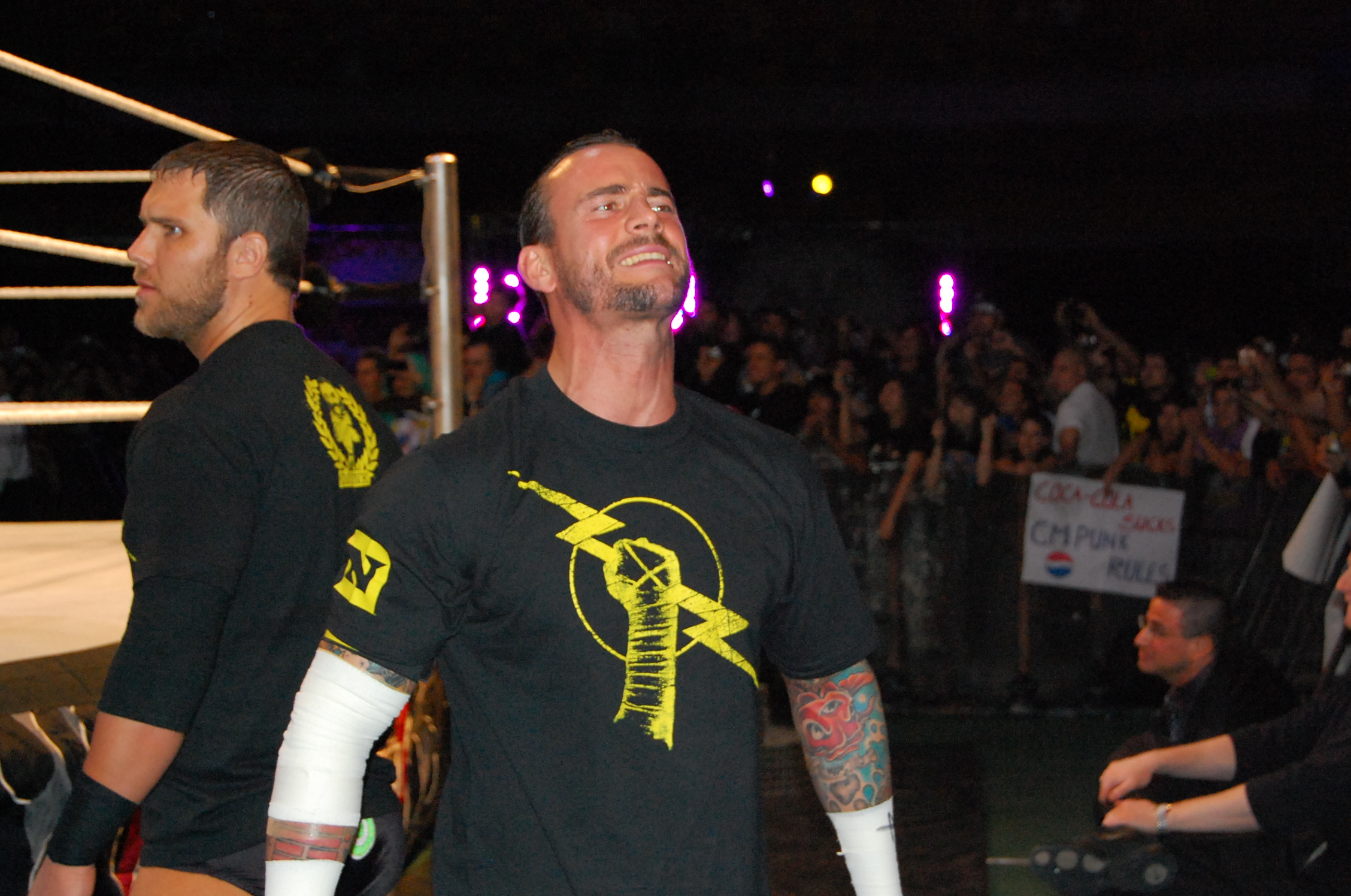
سي ام بانك القائد الجديد لفريق النكسيس.

## أعضاء الفريق
| العضو          | تاريخ الانضمام | تاريخ الزوال   | ملاحظات                                                                                            |
| -------------- | -------------- | -------------- | -------------------------------------------------------------------------------------------------- |
| ويد باريت      | 7 يونيو 2010   | 3 يناير 2011   | قائد فريق النكسيس الأول، وقد غادر المجموعة وكون فريق ذا كور، والآن هو يصارع تحت أسم باد نيوز باريت |
| جستين غابرييل  | 7 يونيو 2010   | 10 يناير 2011  | غادر الفريق سنة 2011 وأنضم إلى ذا كور                                                              |
| هيث سلايتر     | 7 يونيو 2010   | 10 يناير 2011  | غادر الفريق سنة 2011 وأنضم إلى ذا كور                                                              |
| ديفيد اوتانغا  | 7 يونيو 2010   | 22 أغسطس 2011  | العضو الوحيد إلذي بقي مع جميع التغيرات التي حصلت بالفريق                                           |
| سكيب شيفيلد    | 7 يونيو 2010   | 18 أغسطس 2010  | غادر الفريق بسبب أصابة في الركبة، والآن هو يصارع تحت أسم رايباك                                    |
| مايكل تارفير   | 7 يونيو 2010   | 4 أكتوبر 2010  | غادر الفريق بسبب أصابة                                                                             |
| دارين يونغ     | 7 يونيو 2010   | 16 أغسطس 2010  | طرد من الفريق بعد خسارته مباراة ضد جون سينا                                                        |
| جون سينا       | 3 أكتوبر 2010  | 21 نوفمبر 2010 | أرغم على الأنضمام للفريق بعد خسارته ضد ويد باريت                                                   |
| هاسكي هاريس    | 25 أكتوبر 2010 | 31 يناير 2011  | غادر الفريق بعد تعرضه للهجوم من قبل راندي أورتن، وهو الآن يصارع تحت أسم براي وايت                  |
| مايكل مغليكاتي | 25 أكتوبر 2010 | 22 أغسطس 2011  | وهو واحد من أخر عضوين في الفريق مع ديفيد أوتانغا، ويصارع الآن تحت أسم كورتيس اكسل                  |
| سي ام بونك     | 3 يناير 2011   | 17 يوليو       | وهو القائد الجديد للنكسيس وأخر مرة لبس فيها زي النكسيس كانت في عرض الرو قبل ماني إن ذا بانك        |
| مايسون ريان    | 17 يناير 2011  | 11 يوليو 2011  | تعرض للأصابة وغادر الفريق                                                                          |
| دانيال براين   | 7 يونيو 2010   | 11 يونيو 2010  | كان مع الفريق في أول هجوم فقط وبعدها أصبح ضدهم                                                     |

## الأعضاء السابقين
| الأعضاء                    | انضمام          | غادر            |
| -------------------------- | --------------- | --------------- |
| كينج باريت (القائد الأصلي) | 7 يونيو 2010    | يناير 3, 2011   |
| دانيال برايان              | 7 يونيو 2010    | يونيو 11, 2010  |
| دارين يونغ                 | 7 يونيو 2010    | أغسطس 16, 2010  |
| رايباك                     | 7 يونيو 2010    | أغسطس 18, 2010  |
| مايكل تارفير               | 7 يونيو 2010    | اكتوبر 4, 2010  |
| جستين غابرييل              | 7 يونيو 2010    | يناير 10, 2011  |
| هيث سلايتر                 | 7 يونيو 2010    | يناير 10, 2011  |
| ديفد أوتونغا               | 7 يونيو 2010    | يناير 22, 2011  |
| جون سينا                   | اكتوبر 3, 2010  | نوفمبر 21, 2010 |
| براي وايت                  | اكتوبر 25, 2010 | يناير 31, 2011  |
| كيرتس آكسل                 | اكتوبر 25, 2010 | أغسطس 22, 2011  |
| سي إم بانك (قائد جديد)     | ديسمبر 27, 2010 | يوليو 17, 2011  |
| مايسون ريان                | يناير 17, 2011  | يونيو 26, 2011  |

## روابط خارجية
- نكسس على موقع عالم المصارعة على الإنترنت (الإنجليزية)
- نكسس على موقع عالم المصارعة على الإنترنت (الإنجليزية)